# Frederick George Jackson

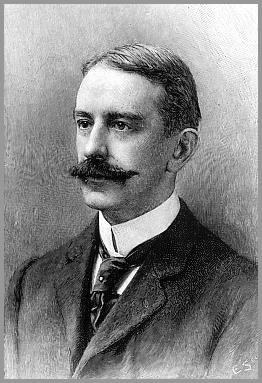
Frederick George Jackson

Frederick George Jackson (Alcester, 6 marzo 1860 – Londra, 13 marzo 1938) è stato un esploratore britannico dell'Artide famoso per la sua spedizione nella Terra di Francesco Giuseppe, durante la quale trovò l'esploratore norvegese perduto Fridtjof Nansen.

## Biografia
Era figlio di George Frederick e Mary Elizabeth Jackson di Alcester Lodge, Alcester, Warwickshire e fu istruito presso il Denstone College e l'università di Edimburgo.
Il suo primo viaggio in acque artiche fu a bordo di una baleniera nel 1886–1887, e nel 1893 effettuò il primo viaggio in slitta di 5000 km attraverso la tundra siberiana ghiacciata tra i fiumi Ob' e Pečora. Il suo racconto di quel viaggio fu pubblicato col titolo di The Great Frozen Land (1895).

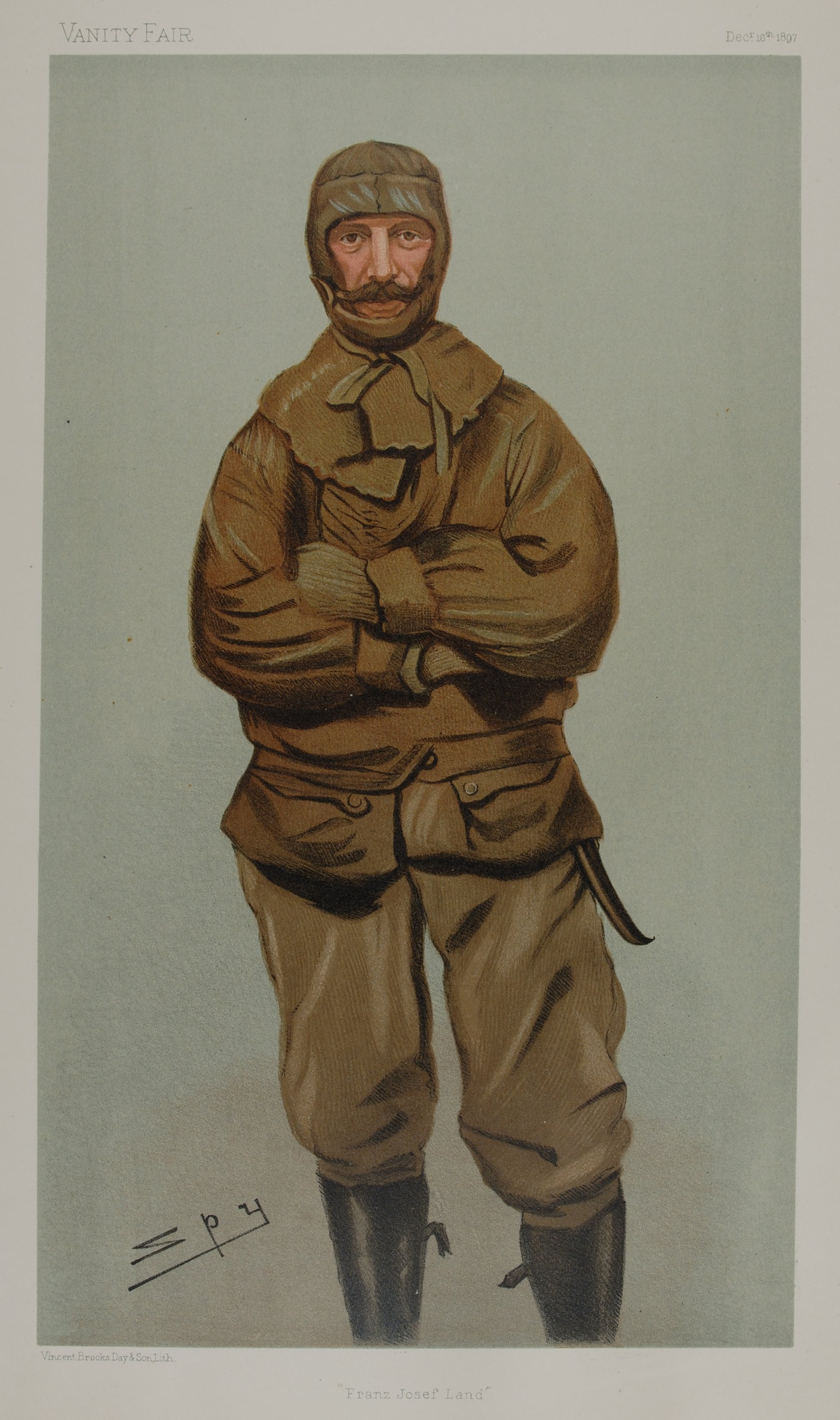
Caricatura di Jackson effettuata da Spy per Vanity Fair, 1897

Al suo ritorno gli fu assegnato il comando della spedizione artica Jackson-Harmsworth (1894—1897). Finanziata dalla Royal Geographical Society, questa spedizione aveva come obiettivo l'esplorazione generale della Terra di Francesco Giuseppe. Mentre si trovava al comando di questa spedizione, Jackson ed i suoi uomini furono contattati il 17 giugno 1896 dall'esploratore artico norvegese Fridtjof Nansen e dal suo compagno Fredrik Hjalmar Johansen, dei quali non si avevano notizie da tre anni e che si ritenevano morti. I due stavano cercando di raggiungere Spitsbergen con dei kayak. Jackson disse loro che si trovavano nella Terra di Francesco Giuseppe e, con l'aiuto di Jackson, Nansen e Johansen poterono tornare a casa, salpando a bordo della Windward il 7 agosto. Jackson ed il suo gruppo passarono l'inverno nel loro campo secondo i piani. La spedizione Jackson-Harmsworth dimostrò che la Terra di Francesco Giuseppe non era altro che un arcipelago composto da piccole isole.
Come ricompensa per il suo operato ricevette nel 1898 un cavalierato di prima classe dell'Ordine reale norvegese di Sant'Olav, e gli fu conferita nel 1899 la medaglia d'oro della Società Geografica di Parigi. Il suo racconto sulla spedizione fu pubblicato col titolo di A Thousand Days in the Arctic (1899).
Prestò servizio in Sudafrica con il 5º battaglione, reggimento Manchester, durante la seconda guerra boera, ottenendo il grado di capitano. Fu trasferito al 4º battaglione, reggimento East Surrey, nel 1905, e prestò servizio nella prima guerra mondiale come maggiore. Diede le dimissioni nel 1917. Dopo essere stato rimandato a casa per invalidità, comandò il distretto di reclutamento di Southwark per due anni.
Tra i suoi viaggi c'è un attraversamento dei deserti australiani.
Fu sepolto nel cimitero di St Michael and St Mary Magdalene a Easthampstead nel Berkshire, e sulle mura della chiesa, nei pressi del battistero, fu posta la seguente lapide:
In memory of

Frederick George Jackson

Major. East Surrey Regiment

Commander of the Jackson-Harmsworth

polar expedition. 1894-1897.

He discovered. mapped. and named

the greater part of Franz Joseph Land

and rescued Dr Nansen.

Died 13 March 1938 aged 78 years
Sans Peur et Sans Reproche
His memorial is in St Pauls Cathedral.

His grave is in this churchyard.
R.I.P.
Uno dei promontori scoperti dalla sua spedizione prese il nome di St Chad's Head, e la slitta usata fu offerta al Denstone College.